# Дружба (Мирівка)
ПФК «Дружба» (Мирівка) — футбольний клуб з села Мирівка Обухівського району Київської області. В сезоні 2023/24 посів 1 місце в другій лізі чемпіонату України, після чого призупинив виступи в професійних змаганнях, зосередивши зусилля на дитячо-юнацькому футболі.

## Історія
Історична прем'єра датується 1961 роком. Аматорська команда виступала, з перервами, у змаганнях районного масштабу і ситуативно досягала локальних успіхів, останні за часом припали на кінець 80-х років минулого століття, коли футболісти Мирівки вважались одними з найсильніших у тодішньому Кагарлицькому районі.
Відродження «Дружби» почалося 2019 року. Наступний змагальний сезон ознаменовано виграшем обох основних призів Кагарличчини футбольної — чемпіонатного та кубкового і виходом аматорського колективу на обласну арену.
Найперший тріумф «Дружби» на Київщині відбувся 2020 року. «Дружба» стала переможцем обласної Першої ліги — 20 перемог у 22 матчах і жодної поразки. Наступного року команда з першої спроби завоювала бронзові медалі Чемпіонату Київщини, а також виступила в обласному кубковому фіналі та суперкубковому матчі.
Дебют «Дружби» на всеукраїнській арені датований 1 вересня 2021 року і стосувався виступу в аматорському Кубку країни. Мирівська команда пробилася до півфіналу, який так і не відбувся з огляду на повномасштабну війну. Сезон 2022/2023 років колектив увінчав успішними виступами в обох аматорських турнірах України. Команда виграла груповий турнір й усі стикові матчі, зокрема й фінальний на стадіоні НТК імені Віктора Баннікова — і стала чемпіоном України серед аматорів сезону 2022/2023 років. Золоті медалі національного гатунку «Дружба» поклала в аматорський Кубок України, завойований наприкінці травня 2023 року в основному двобої з «Олімпією» (Савинці) — вирішальний поєдинок відбувся в Кагарлику.
Назагал у статусі колективу аматорів з 2019 року «Дружба» зіграла 118 матчів у 12 турнірах обласного та всеукраїнського рангу з балансом 93 виграші, 16 нічиїх і 9 поразок при співвідношенні забитих і пропущених м'ячів 340:77. Упродовж сезону 2022/2023 років команда завоювала п'ять титулів, що є абсолютним рекордом у вітчизняному футболі аматорів[джерело?].

## Керівництво
Олександр Онищенко — президент клубу
Ігор Дехтяренко — голова правління

## Тренерський штаб
Головний тренер: Дмитро Чирикал
Тренер: Олександр Ломко
Тренер воротарів: Кирило Злотар

## Персонал
Адміністратор: Владислав Кабанюк
Адміністратор: Михайло Єжелий
Адміністратор: Ігор Волков
Лікар: Андрій Бойко
Масажист: Сергій Мироненко

## Статистика виступів
| Сезон   | Ліга  | М      | І  | В  | Н | П | ГЗ | ГП | О  | Кубок України | Примітка           |
| ------- | ----- | ------ | -- | -- | - | - | -- | -- | -- | ------------- | ------------------ |
| 2023–24 | Друга | 1 з 15 | 26 | 19 | 5 | 2 | 50 | 13 | 62 | 1/64 фіналу   | Підвищення, зняття |

## Досягнення

### На професійному рівні
Друга ліга:
- Чемпіон: 2023/24

### На аматорському рівні
Чемпіонат України серед аматорів:
- Чемпіон: 2022/23

Кубок України серед аматорів:
- Володар: 2022/23

Чемпіонат Київської області:
- Чемпіон: 2022/23
- Бронзовий призер: 2021

Кубок Київської області:
- Володар: 2022/23
- Фіналіст: 2021

Суперкубок Київської області:
- Володар: 2022/23
- Фіналіст: 2021

Зимовий Кубок ПФЛ України:
- Бронзовий призер: 2023

Меморіал Олега Макарова:
- Переможець: 2024

- Фіналіст: 2022

Першість Київської області:
- Переможець: 2020

Чемпіонат Кагарлицького району: 
- Чемпіон: 2020

Кубок Кагарлицького району:
- Володар: 2020